# 문보현
문보현(1963년 ~ )은 대한민국의 기업인이다. 

## 학력
- 고려대학교 문과대학 사회학과(81학번)

## 경력
- KBS 드라마본부 PD (1990년 입사)
- KBS TV제작본부 드라마운영팀장 (부장급)
- KBS 드라마본부 편성기획팀장 (국장급)
- KBS 드라마본부 센터장 (본부장급)
- 몬스터유니온 드라마부문장
- KBS 미디어 대표이사 사장
- 박스미디어 드라마 총괄사장

## 연출 작품
- 1997년 KBS2 금요극장 - 백수 3년차
- 1997년 KBS2 전설의 고향 - 삼신할미와 마마대왕
- 1997년 KBS2 전설의 고향 - 효불효교
- 1998년 KBS1 일일연속극 《살다보면》
- 1999년 KBS2 청춘드라마 《광끼》
- 2000년 KBS2 드라마시티 - 소풍
- 2001년 KBS2 월화미니시리즈 《인생은 아름다워》
- 2001년 KBS1 일일연속극 《사랑은 이런거야》
- 2003년 KBS2 설특집드라마 《달중씨의 신데렐라》
- 2003년 KBS1 일일연속극 《백만송이 장미》
- 2005년 KBS2 주말연속극 《슬픔이여 안녕》
- 2007년 KBS1 일일연속극 《하늘만큼 땅만큼》
- 2008년 KBS2 월화드라마 《싱글파파는 열애중》
- 2009년 KBS1 일일연속극 《집으로 가는 길》